# プロバスケ! bjリーグtv
『プロバスケ! bjリーグtv』は、BSフジで放送していた、日本プロバスケットボールリーグ（bjリーグ）のダイジェスト番組。
本項ではBSフジによるbjリーグ中継についても詳述する。

## 概要
2006年にBSフジが日本プロバスケットボールリーグとメディアパートナー契約を締結したのを機に、同年11月17日より放送開始した。2008-2009シーズンは毎週金曜日23時から55分間の放送（翌日土曜日の11時から再放送される）。毎週放送だが、番組内容は「2週間分のゲームハイライト」が中心となるため、初回放送の翌週は前週の再放送となる（その際は番組の最後に前週の試合結果をスーパーインポーズで放送する）。2009-2010シーズンでは3週間分になり、3週間目に関しては別の番組に差し替えられる。2010-2011シーズンは毎月上旬に放送されるため、月の半ばに関しては別の番組に差し替えられる。なお、2011-2012シーズンはオールスター前までは23時からの放送だったが2011-2012シーズン終盤になると24時から55分間の放送となった（その代りジャパコンTVの放送は休止となる）。2012-2013シーズンは24時からの55分間の放送で継続しているが、2013年1月19日からNOTTVにて放送が開始した（ただし、再放送はなしだがNOTTVはBSフジの放送から1日～3日遅れで放送している）。2013-2014シーズンは毎月第4金曜日（12月の放送は編成の都合上第2金曜日の25時からの55分間、2月と3月の放送は編成の都合上第2金曜日の放送）の24時から55分間でNOTTVでも放送し、2014-2015シーズンは毎月第2金曜日（1月と5月の放送は編成の都合上第4金曜日の放送）の24時から55分間でNOTTVでも放送、2015-2016シーズンは毎月第1金曜日のBSフジ金曜シアター終了後から55分間でNOTTVでも放送される（BSフジでは2016年3月までがSPORT、同年4月と5月がHERO'Sレーベル（SPORT・HERO'SはFNSにおけるスポーツ中継のレーベルブランド）で放送している）。
放送内容はbjリーグ2週間分（2009-2010シーズンは3週間分。2010-2011シーズンは先月分）のゲームハイライト（注目カードのダイジェスト、その他の試合結果）が中心。その他、名珍場面集や地域密着をテーマにしたチーム、ファンの交流、バスケットボールクリニック情報などを取り上げられている。
番組最後にはリーグが表彰するローソンPonta 週間MVP・月間MVP（2006-2007シーズン～2009-2010シーズンまではサークルKサンクス 週間MVP・月間MVP）発表の他視聴者プレゼントコーナーが用意されている。
番組の制作協力はbjリーグに加盟するチーム所在地のFNS加盟局が担当している。
Bリーグへの統合のため、2016年5月13日の最終回を以て終了となった。

## 出演者

### 番組進行・実況
番組進行である三井智映子とアシスタントである中山明日実・青柳愛以外はいずれもフジテレビアナウンサー。
- 生田竜聖 - ダイジェスト実況担当（2014-2015シーズン～2015-2016シーズン）。番組自体はビギナーである。
- 三井智映子 - 番組進行担当（2015-2016シーズン）。松村アナと入れ替わって番組に参加。
- 田淵裕章 - 番組進行担当（2007-2008シーズン～2010-2011シーズン・2013-2014シーズン～2015-2016シーズン）。2009-2010シーズンは病気治療中のため一時降板したが、2010-2011シーズンにダイジェスト実況担当として番組に復帰したが2011-2012シーズンと2012-2013シーズンはみんなのニュース WEEKEND（旧・SuperNEWS WEEKEND）のキャスターとして出演する為一時降板したが2013-2014シーズンにダイジェスト実況担当として3シーズンぶりに番組に復帰した。2014-2015シーズンは不定期で出演。
- 小穴浩司 - ダイジェスト実況担当（2015-2016シーズン）。番組自体はビギナーである。
- 青嶋達也 - ダイジェスト実況担当（2007-2008シーズン～2015-2016シーズン）。毎回の様に面白発言や痛快実況やモジりギャグのナレーションでスタジオを笑わせている。2009-2010シーズン～2011-2012シーズンは番組進行を担当した。2012-2013シーズンは立場が逆になりたまに番組を休む場合もあるが2013-2014シーズンは番組進行として復帰。2014-2015シーズンは不定期で出演。
- 森昭一郎 - ダイジェスト実況担当（2006-2007シーズン・2008-2009シーズン～2015-2016シーズン）。2006-2007シーズンでは番組進行を担当したが2007-2008シーズンは人事異動のため一時降板した。2011-2012シーズンはたまに番組を休む場合もある。2012-2013シーズンは立場が逆になり番組進行を担当しているが2013-2014シーズンはダイジェスト実況担当として復帰。2014-2015シーズンは不定期で出演。

青嶋と森の両名は「青・森コンビ」の愛称で呼ばれているが2010-2011シーズンは田淵も加わり「青・森・田トリオ」の愛称で呼ばれていたが、2011-2012シーズンと2012-2013シーズンは「青・森コンビ」として復活したが2013-2014シーズン以降は田淵の復帰に伴い「青・森・田トリオ」として3シーズンぶりに復活したが2014-2015シーズンは生田、2015-2016シーズンに小穴も加わり「青・森・田軍団」としてバージョンアップした。
- 青柳愛 - アシスタント担当（2015-2016シーズン）。番組進行の三井智映子とフジテレビアナウンサーをサポートしている。
- 梅津弥英子 - 番組進行・ナレーション担当（2006-2007シーズン～2011-2012シーズン）。産休のため2008-2009シーズン途中で一時降板したが、2010-2011シーズンからナレーション担当として番組に復帰した。
- 高木広子 - ナレーション担当（2009-2010シーズン）。産休中の梅津弥英子の代理として番組を支えた。
- 宮瀬茉祐子 - 番組進行・ナレーション担当（2008-2009シーズン途中～2010-2011シーズン）。
- 細貝沙羅 - 番組進行担当（2011-2012シーズン～2013-2014シーズン）。寿退社した宮瀬茉祐子に代わって番組進行を担うがみんなのニュース（旧・SuperNEWS）フィールドキャスター業務多忙に伴い番組を卒業。
- 松村未央 - 番組進行担当（2014-2015シーズン）。細貝沙羅と入れ替わって、みんなのニュース（旧・SuperNEWS）からトレードで番組に参加。BSフジLIVE プライムニュース金曜キャスター就任に伴い番組を卒業。
- 中山明日実 - アシスタント担当（2012-2013シーズン～2014-2015シーズン）。番組進行のフジテレビアナウンサーをサポートしている。

#### 実況担当愛称の変遷
- 2008-2009シーズン・2009-2010シーズン・2011-2012シーズン・2012-2013シーズン『青・森コンビ』青嶋アナと森アナのペアから名づけられた。
- 2010-2011シーズン・2013-2014シーズン『青・森・田トリオ』青・森コンビに田淵アナが加わり今の形となった。
- 2014-2015シーズン・2015-2016シーズン『青・森・田軍団』青・森・田トリオに生田アナが加わり新たに名づけられたが、2015-2016シーズンより小穴アナが加入。

### 解説
- 河内敏光 - bjリーグコミッショナー。アナウンサー等からは「御意見番」「我らが河内さん」等と呼ばれている。
- 山根謙二 - bjリーグアカデミーディレクター。河内さんがアメリカ出張中のピンチヒッターとして出演する。
- 東英樹 - bjリーク代表取締役兼bjリーグアカデミー校長。河内さんがアメリカ出張中のピンチヒッターとして出演する。

## スタッフ
- 制作 - フジテレビスポーツ部（青森ワッツ[1]・群馬クレインサンダーズ・東京サンレーヴス・埼玉ブロンコス・横浜ビー・コルセアーズ担当。制作幹事局）
- 制作協力 - 秋田テレビ（秋田ノーザンハピネッツ担当）・岩手めんこいテレビ（岩手ビッグブルズ担当）・仙台放送（仙台89ers担当）・福島テレビ（福島ファイヤーボンズ担当）・新潟総合テレビ（新潟アルビレックスBB担当）・長野放送（信州ブレイブウォリアーズ担当）・富山テレビ（富山グラウジーズ担当）・石川テレビ（金沢武士団担当）・テレビ静岡（浜松・東三河フェニックス担当）・カンテレ（滋賀レイクスターズ・京都ハンナリーズ・大阪エヴェッサ・バンビシャス奈良担当）・テレビ新広島（広島ライトニング担当）・山陰中央テレビ（島根スサノオマジック担当）・岡山放送（高松ファイブアローズ担当）・テレビ西日本（ライジング福岡担当）・テレビ愛媛&テレビ大分※（大分ヒートデビルズ担当）・沖縄テレビ（琉球ゴールデンキングス担当）（2015-2016シーズン現在）

制作幹事局及び制作協力局の（）内は担当しているチームを表す。※はNNS系とのクロスネット局、◎はNNS・ANN系とのクロスネット局。

### 2006-2007シーズン
- 制作 - フジテレビスポーツ部（東京アパッチ・埼玉ブロンコス担当。制作幹事局）
- 制作協力 - 仙台放送（仙台89ers担当）・新潟総合テレビ（新潟アルビレックスBB担当）・富山テレビ（富山グラウジーズ担当）・関西テレビ（大阪エヴェッサ担当）・岡山放送（高松ファイブアローズ担当）・テレビ大分※（大分ヒートデビルズ担当）・GAORA（素材提供）

### 2007-2008シーズン
- 制作 - フジテレビスポーツ部（東京アパッチ・埼玉ブロンコス担当。制作幹事局）
- 制作協力 - 仙台放送（仙台89ers担当）・新潟総合テレビ（新潟アルビレックスBB担当）・富山テレビ（富山グラウジーズ担当）・関西テレビ（大阪エヴェッサ担当）・岡山放送（高松ファイブアローズ担当）・テレビ西日本（ライジング福岡担当）・テレビ大分※（大分ヒートデビルズ担当）・沖縄テレビ（琉球ゴールデンキングス担当）・GAORA（素材提供）

### 2008-2009シーズン
- 制作 - フジテレビスポーツ部（東京アパッチ・埼玉ブロンコス担当。制作幹事局）
- 制作協力 - 仙台放送（仙台89ers担当）・新潟総合テレビ（新潟アルビレックスBB担当）・富山テレビ（富山グラウジーズ担当）・テレビ静岡（浜松・東三河フェニックス担当）・関西テレビ（滋賀レイクスターズ・大阪エヴェッサ担当）・岡山放送（高松ファイブアローズ担当）・テレビ西日本（ライジング福岡担当）・テレビ大分※（大分ヒートデビルズ担当）・沖縄テレビ（琉球ゴールデンキングス担当）・GAORA（素材提供）

### 2009-2010シーズン
- 制作 - フジテレビスポーツ部（東京アパッチ・埼玉ブロンコス担当。制作幹事局）
- 制作協力 - 仙台放送（仙台89ers担当）・新潟総合テレビ（新潟アルビレックスBB担当）・富山テレビ（富山グラウジーズ担当）・テレビ静岡（浜松・東三河フェニックス担当）・関西テレビ（滋賀レイクスターズ・京都ハンナリーズ・大阪エヴェッサ担当）・岡山放送（高松ファイブアローズ担当）・テレビ西日本（ライジング福岡担当）・テレビ大分※（大分ヒートデビルズ担当）・沖縄テレビ（琉球ゴールデンキングス担当）・GAORA（素材提供）

### 2010-2011シーズン
- 制作 - フジテレビスポーツ部（東京アパッチ・埼玉ブロンコス担当。制作幹事局）
- 制作協力 - 秋田テレビ（秋田ノーザンハピネッツ担当）・仙台放送（仙台89ers担当）・新潟総合テレビ（新潟アルビレックスBB担当）・富山テレビ（富山グラウジーズ担当）・テレビ静岡（浜松・東三河フェニックス担当）・関西テレビ（滋賀レイクスターズ・京都ハンナリーズ・大阪エヴェッサ担当）・山陰中央テレビ（島根スサノオマジック担当）・岡山放送（高松ファイブアローズ担当）・テレビ西日本（ライジング福岡担当）・テレビ大分※（大分ヒートデビルズ担当）・テレビ宮崎◎（宮崎シャイニングサンズ担当）・沖縄テレビ（琉球ゴールデンキングス担当）・GAORA（素材提供）

### 2011-2012シーズン
- 制作 - フジテレビスポーツ部（埼玉ブロンコス・横浜ビー・コルセアーズ・千葉ジェッツ担当。製作幹事局）
- 制作協力 - 秋田テレビ（秋田ノーザンハピネッツ担当）・岩手めんこいテレビ（岩手ビッグブルズ担当）・仙台放送（仙台89ers担当）・新潟総合テレビ（新潟アルビレックスBB担当）・長野放送（信州ブレイブウォリアーズ担当）・富山テレビ（富山グラウジーズ担当）・テレビ静岡（浜松・東三河フェニックス担当）・関西テレビ（滋賀レイクスターズ・京都ハンナリーズ・大阪エヴェッサ担当）・山陰中央テレビ（島根スサノオマジック担当）・岡山放送（高松ファイブアローズ担当）・テレビ西日本（ライジング福岡担当）・テレビ大分※（大分ヒートデビルズ担当）・テレビ宮崎◎（宮崎シャイニングサンズ担当）・沖縄テレビ（琉球ゴールデンキングス担当）・GAORA（素材提供）

### 2012-2013シーズン
- 制作 - フジテレビスポーツ部（群馬クレインサンダーズ・埼玉ブロンコス・東京サンレーヴス・千葉ジェッツ・横浜ビー・コルセアーズ担当。製作幹事局）
- 制作協力 - 秋田テレビ（秋田ノーザンハピネッツ担当）・岩手めんこいテレビ（岩手ビッグブルズ担当）・仙台放送（仙台89ers担当）・新潟総合テレビ（新潟アルビレックスBB担当）・長野放送（信州ブレイブウォリアーズ担当）・富山テレビ（富山グラウジーズ担当）・テレビ静岡（浜松・東三河フェニックス担当）・関西テレビ（滋賀レイクスターズ・京都ハンナリーズ・大阪エヴェッサ担当）・山陰中央テレビ（島根スサノオマジック担当）・岡山放送（高松ファイブアローズ担当）・テレビ西日本（ライジング福岡担当）・テレビ大分※（大分ヒートデビルズ担当）・テレビ宮崎◎（宮崎シャイニングサンズ担当）・沖縄テレビ（琉球ゴールデンキングス担当）

### 2013-2014シーズン
- 制作 - フジテレビスポーツ部（青森ワッツ[1]・群馬クレインサンダーズ・埼玉ブロンコス・東京サンレーヴス・横浜ビー・コルセアーズ担当。製作幹事局）
- 制作協力 - 秋田テレビ（秋田ノーザンハピネッツ担当）・岩手めんこいテレビ（岩手ビッグブルズ担当）・仙台放送（仙台89ers担当）・新潟総合テレビ（新潟アルビレックスBB担当）・長野放送（信州ブレイブウォリアーズ担当）・富山テレビ（富山グラウジーズ担当）・テレビ静岡（浜松・東三河フェニックス担当）・関西テレビ（滋賀レイクスターズ・京都ハンナリーズ・バンビシャス奈良・大阪エヴェッサ担当）・山陰中央テレビ（島根スサノオマジック担当）・岡山放送（高松ファイブアローズ担当）・テレビ西日本（ライジング福岡担当）・テレビ大分※（大分ヒートデビルズ担当）・沖縄テレビ（琉球ゴールデンキングス担当）

### 2014-2015シーズン
- 制作 - フジテレビスポーツ部（青森ワッツ[1]・群馬クレインサンダーズ・埼玉ブロンコス・東京サンレーヴス・横浜ビー・コルセアーズ担当。製作幹事局）
- 制作協力 - 秋田テレビ（秋田ノーザンハピネッツ担当）・岩手めんこいテレビ（岩手ビッグブルズ担当）・仙台放送（仙台89ers担当）・福島テレビ（福島ファイヤーボンズ担当）・新潟総合テレビ（新潟アルビレックスBB担当）・長野放送（信州ブレイブウォリアーズ担当）・富山テレビ（富山グラウジーズ担当）・テレビ静岡（浜松・東三河フェニックス担当）・関西テレビ（滋賀レイクスターズ・京都ハンナリーズ・大阪エヴェッサ・バンビシャス奈良担当）・山陰中央テレビ（島根スサノオマジック担当）・岡山放送（高松ファイブアローズ担当）・テレビ西日本（ライジング福岡担当）・テレビ大分※（大分ヒートデビルズ担当）・沖縄テレビ（琉球ゴールデンキングス担当）

## 番組スポンサー
2006-2007シーズンではbjリーグのオフィシャルスポンサーが、翌年以降はこれに加えて各チームのスポンサーが番組スポンサーについている。○印はリーグのオフィシャルスポンサー、●印はリーグの冠スポンサー。
- 2006-2007シーズン - ○穴吹工務店、○ANA、○サークルKサンクス、○森永製菓、○ECC
- 2007-2008シーズン - ○穴吹工務店、○ANA、越後製菓、久米島の久米仙、○尾崎商事、○ECC、ヒューマングループ、仙台進学プラザ、ブルーシールアイスクリーム
- 2008-2009シーズン - ○穴吹工務店、○SPALDING、○キンレイ、○ECC、越後製菓、○尾崎商事、仙台進学プラザ、ヒューマングループ、ベストアメニティ他
- 2009-2010シーズン - ○SPALDING、○ANA、○尾崎商事、○デサント、○ECC、スクロール、越後製菓、興和、東京甲子社、日清食品、日本食研他
- 2010-2011シーズン - ○SPALDING、○ANA、○ダイナム、○ECC、日本トリム他
- 2011-2012シーズン - ○SPALDING、○ダイナム、○AMWAY、○ANA、○ECC他
- 2012-2013シーズン - ○SPALDING、○ダイナム、○東進ハイスクール、○ANA、○ECC、ヴァージンアトランティック航空[2]他[3]
- 2013-2014シーズン - ○SPALDING、○ダイナム、○東進ハイスクール、○JTB、○サーティーファイ、○D2C、○ECC、橙音社、イエローハット、バンダイナムコゲームス、積水ハウス、永谷園他[3]
- 2014-2015シーズン - ●ターキッシュエアラインズ、○SPALDING、○東進ハイスクール、○JTB、○サーティーファイ、積水ハウス、杉本本店、高橋酒造、永谷園他[3]
- 2015-2016シーズン - ●ターキッシュエアラインズ、○サーティーファイ、○JTB、○SMBCコンシューマーファイナンス（提供クレジットはプロミス名義）、○東進ハイスクール、tecotec（提供クレジットは日本バスケ頂上決戦名義）、BOAT RACE振興会、GYGA（提供クレジットはシーズンズ名義）、救心製薬、関塾、サカイ引越センター、積水ハウス、永谷園他[3]

## BSフジ・bjリーグ中継
BSフジでは2006-07シーズン以後、開幕戦を含むレギュラーシーズンのうち数試合と、オールスターゲーム、プレイオフを生中継している。
番組制作に際しては、各チームのホームタウンのFNS各局の支援を受けている。
| 日付           | 試合                                                                 | 会場                                | 出演者 |
| -------------- | -------------------------------------------------------------------- | ----------------------------------- | --- |
| 2007年2月11日  | ANA Presents bjリーグ 2006-2007 オールスターゲーム                   | 宜野湾市立体育館 （沖縄県宜野湾市） | 解説・河内敏光 リポーター・梅津弥英子＆田淵裕章 実況・森昭一郎                                                                          |
| 2007年4月21日  | ECC Presents bjリーグ THE FINAL・3位決定戦                           | 有明コロシアム （東京都江東区）     | 解説・河内敏光 リポーター・梅津弥英子 実況・田淵裕章                                                                                    |
| 2007年4月22日  | ECC Presents bjリーグ THE FINAL・決勝戦                              | 有明コロシアム （東京都江東区）     | 解説・山根謙二（埼玉ブロンコス ヘッドコーチ（当時）現・bjリーグアカデミーディレクター） リポーター・梅津弥英子＆田淵裕章 実況・森昭一郎 |
| 2007年10月30日 | bjリーグ 2007-08 開幕戦 ライジング福岡VS大阪エヴェッサ               | アクシオン福岡 （福岡市博多区）     | 解説・河内敏光 リポーター・梅津弥英子＆大谷真宏（TNC） 実況・田淵裕章                                                                   |
| 2007年12月29日 | BSフジ Presents bjリーグ 2007-2008 オールスターゲーム                | 朱鷺メッセ （新潟県新潟市）         | 解説・河内敏光 ゲスト・藤原隆充（新潟アルビレックスBB） リポーター・梅津弥英子＆青嶋達也 実況・田淵裕章                                 |
|                | bjリーグ 2007-08 公式戦 新潟アルビレックスBBVS東京アパッチ           | 長岡市厚生会館 （新潟県長岡市）     | |
|                | bjリーグ 2007-08 公式戦 東京アパッチVS高松ファイブアローズ           | 有明コロシアム （東京都江東区）     | 解説・河内敏光 リポーター・梅津弥英子 実況・青嶋達也                                                                                    |
|                | bjリーグ 2008-09 公式戦 高松ファイブアローズVS琉球ゴールデンキングス | 高松市総合体育館 （香川県高松市）   | 解説・河内俊光 リポーター・田淵裕章&堀康英（OHK） 実況・青島達也                                                                        |

- 余談だが、梅津は必ず大阪エヴェッサのレポーター（オールスターはエヴェッサの所属する西軍）を担当している（bjリーグの3位決定戦は両チームのレポーターを担当）。
- OHKでは高松VS琉球の試合は翌日の11月10日25:05～26:05に1時間に再構成したハイライト番組を放送した。
- 土曜日に行われるbjリーグの試合は、田淵アナが実況することはない。これは、田淵アナが土曜のニュース番組に出演しているためである。